# ストゥントレン州
ストゥントレン州（ストゥントレンしゅう）はカンボジア北部の州である。州都はストゥントレン。旧称は Xieng Teng であり、もともとクメール王朝の領土であったが、ラーオ族のラーンサーン王朝の領土になり、後にラーオ族のチャンパーサック王国の領土になった。フランス領インドシナの時代に、ストゥントレン州はカンボジアに割譲された。
同州は5郡に分かれる。
- 1901 Sesan 郡
- 1902 Siem Bouk 郡
- 1903 Siem Pang 郡
- 1904 ストゥントレン
- 1905 Thala Barivat 郡

州内のメコン川沿岸の一部はラムサール条約登録地である。